# Hedda Berntsen
Hedda Helene Berntsen (Oslo, 24 april 1976) is een Noorse freestyleskiester, gespecialiseerd op het onderdeel skicross. In het verleden maakte de Noorse carrière als alpineskiester. Berntsen vertegenwoordigde haar vaderland op de Olympische Winterspelen 2002 in Salt Lake City en op de Olympische Winterspelen 2010 in Vancouver.

## Carrière
Bij haar wereldbekerdebuut, in januari 2000 in Santa Caterina, scoorde Berntsen direct haar eerste wereldbekerpunten. In december 2000 finishte ze in Sestriere voor de eerste maal bij de beste tien. Op de wereldkampioenschappen alpineskiën 2001 in Sankt Anton veroverde de Noorse de bronzen medaille op de slalom. Tijdens de Olympische Winterspelen van 2002 in Salt Lake City wist de Noorse op de slalom, haar enige onderdeel, niet te finishen. In Sankt Moritz nam Berntsen deel aan de wereldkampioenschappen alpineskiën 2003, op dit toernooi eindigde ze als achttiende op de combinatie en als vierendertigste op de afdaling.

### Skicross
Na een aantal minder succesvolle seizoen stapte de Noorse over naar de skicross. Bij haar wereldbekerdebuut in februari 2007 in Les Contamines eindigde ze direct in de top tien. Op de wereldkampioenschappen freestyleskiën 2007 in Madonna di Campiglio eindigde Berntsen op de tiende plaats. In januari 2008 stond ze in Les Contamines voor de eerste maal in haar carrière op het podium, een jaar later boekte de Noorse in Les Contamines haar eerste wereldbekerzege. Tijdens de Olympische Winterspelen van 2010 in Vancouver sleepte ze de zilveren medaille in de wacht.
In 2012 behaalde ze de zilveren medaille op de Winter X Games. Op de wereldkampioenschappen freestyleskiën 2013 in Voss eindigde Berntsen als negentiende op de skicross.

## Resultaten (alpine)

### Olympische Spelen
| Jaar | Plaats         | Resultaten |
| ---- | -------------- | ---------- |
| 2002 | Salt Lake City | DNF Slalom |

### Wereldkampioenschappen
| Jaar | Plaats       | Resultaten                             |
| ---- | ------------ | -------------------------------------- |
| 2001 | Sankt Anton  | Slalom                                 |
| 2003 | Sankt Moritz | 18e Combinatie 34e Afdaling DNF Slalom |

### Wereldbeker
Eindklasseringen
| Seizoen   | Algm | AD | SL  | RS | SG | SC |
| --------- | ---- | -- | --- | -- | -- | -- |
| 1999/2000 | 92e  | -  | 35e | -  | -  | -  |
| 2000/2001 | 28e  | -  | 8e  | -  | -  | -  |
| 2001/2002 | 62e  | -  | 22e | -  | -  | -  |
| 2002/2003 | 72e  | -  | 28e | -  | -  | -  |

## Resultaten (freestyle)

### Olympische Spelen
| Jaar | Plaats    | Resultaten |
| ---- | --------- | ---------- |
| 2010 | Vancouver | Skicross   |

### Wereldkampioenschappen
| Jaar | Plaats               | Resultaten   |
| ---- | -------------------- | ------------ |
| 2007 | Madonna di Campiglio | 10e Skicross |
| 2013 | Voss                 | 19e Skicross |

### Wereldbeker
Eindklasseringen
| Seizoen   | Plaats | SX  |
| --------- | ------ | --- |
| 2006/2007 | 74e    | 22e |
| 2007/2008 | 9e     | 4e  |
| 2008/2009 | 27e    | 8e  |
| 2009/2010 | 88e    | 35e |
| 2010/2011 | 75e    | 25e |
| 2011/2012 | 44e    | 15e |
| 2012/2013 | 206e   | 44e |

Wereldbekerzeges
| Datum           | Plaats         | Onderdeel |
| --------------- | -------------- | --------- |
| 10 januari 2009 | Les Contamines | Skicross  |